# Maffeo Bellicini
Maffeo Bellicini, detto Lino (Bienno, 8 luglio 1938), è un criminale italiano naturalizzato francese, fondatore dell'organizzazione malavitosa romana denominata clan dei marsigliesi, attiva in Italia nel corso degli anni settanta.

## Biografia

### L'arrivo a Roma
Bresciano d'origine, Bellicini visse la sua adolescenza in Francia facendo apprendistato criminale nel clan di Jean Claude Vella, dedicandosi soprattutto allo spaccio di droga e allo sfruttamento della prostituzione. Quando la sua banda entrò in conflitto per il controllo del territorio con i fratelli Zemmour, Bellicini decise di trasferirsi in Svizzera dove realizzò una serie di colpi milionari.
Arrestato in Portogallo per una rapina, riuscì poi ad evadere e a trasferirsi a Roma, dove ben presto strinse amicizia con altri due marsigliesi: Albert Bergamelli e Jacques Berenguer.

### Il clan dei marsigliesi
I tre misero in piedi un gruppo criminale conosciuto come la banda delle tre B e, più tardi, come il clan dei marsigliesi, specializzati inizialmente in rapine a mano armata e nel traffico di stupefacenti.
Fra il 1975 e il 1976, attraverso una serie di sequestri di persona (ai danni di imprenditori come Ortolani, Bulgari, Danesi e altri) che fruttarono un bottino all'incirca 4 miliardi di lire, la banda fece il suo definitivo salto di qualità elevando la sua reputazione negli ambienti della criminalità organizzata romana.
Il 22 febbraio del 1975, si resero responsabili di una rapina all'interno dell'ufficio postale di Piazza dei Caprettari a Roma risoltosi con un magro bottino ma con l'uccisione dell'agente Giuseppe Marchisella.
Grazie all'inchiesta portata avanti dal magistrato romano Vittorio Occorsio, le serie di reati della banda venne interrotta con gli arresti, da parte delle forze dell'ordine, dei più importanti boss. Bellicini fu anch'egli arrestato e poi, il 21 agosto 1976, riuscì ad evadere dal carcere di Lecce, assieme al boss sardo Graziano Mesina. Gli agenti lo riacciuffarono solo due mesi dopo, in un ristorante di Roma.
Il 13 luglio del 1979 è condannato a venti anni di reclusione per i rapimenti Ortolani e Danesi, pena confermata in appello il 30 dicembre 1980.